# Adam Glapiński

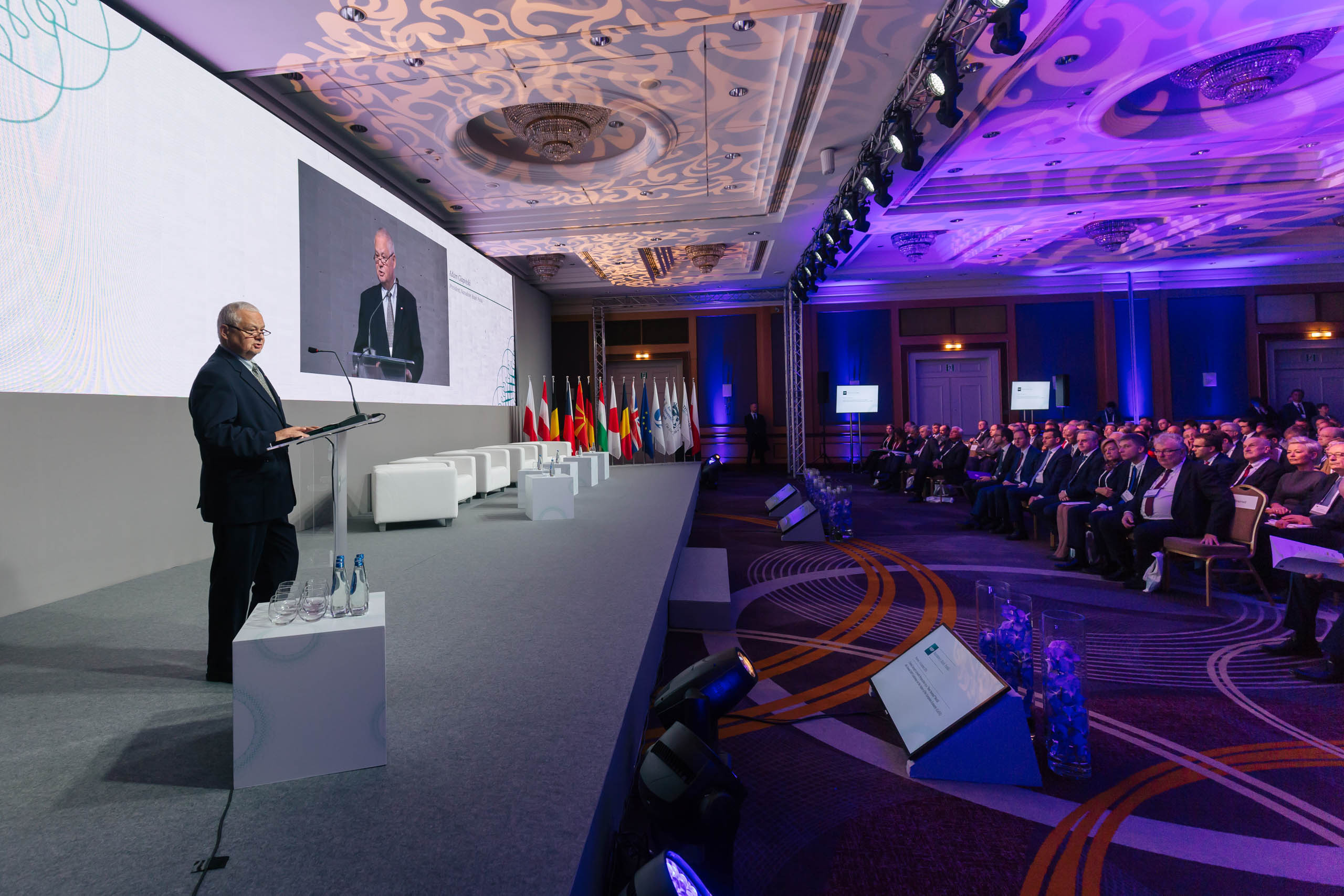
Adam Glapiński (2021)

Adam Glapiński (ur. 9 kwietnia 1950 w Warszawie) – polski ekonomista, polityk i nauczyciel akademicki, profesor nauk ekonomicznych.
Współzałożyciel Porozumienia Centrum, wiceprzewodniczący PC w latach 1991–1993. W 1991 minister gospodarki przestrzennej i budownictwa w rządzie Jana Krzysztofa Bieleckiego, w latach 1991–1992 minister współpracy gospodarczej z zagranicą w rządzie Jana Olszewskiego, poseł na Sejm I kadencji (1991–1993), senator IV kadencji (1997–2001), członek Rady Polityki Pieniężnej w kadencji 2010–2016, członek Zarządu Narodowego Banku Polskiego (2016), następnie od 2016 prezes NBP.

## Życiorys
Ukończył Liceum im. Stefana Batorego w Warszawie (1968), a następnie studia na Wydziale Ekonomiczno-Społecznym Szkoły Głównej Planowania i Statystyki w Warszawie (1972). W tym samym roku odbył staż w Banque de France w Paryżu. Doktoryzował się, a w 2004 habilitował się w Szkole Głównej Handlowej w Warszawie. W 2013 prezydent Bronisław Komorowski nadał mu tytuł profesora nauk ekonomicznych. Specjalizuje się w historii myśli ekonomicznej.
Od 1974 związany zawodowo z macierzystą uczelnią (która w 1991 wróciła do nazwy Szkoła Główna Handlowa) jako nauczyciel akademicki, doszedł do stanowiska profesora nadzwyczajnego. Objął na SGH stanowisko profesorskie oraz funkcję kierownika Zakładu Ekonomii Politycznej i Historii Myśli Ekonomicznej w Kolegium Zarządzania i Finansów SGH. Był także wykładowcą Polskiej Akademii Nauk (1978–1983), Inter-University Centre of Postgraduate Studies w Dubrowniku (1986–1989), University of Colorado at Boulder (1993–1998), United States Business and Industrial Council na University of Missouri i na University of Kansas (1996), Institut Superieur de Gestion (1994–2005) i Wyższej Szkoły Ekonomii i Prawa im. prof. Edwarda Lipińskiego w Kielcach (2004–2007). W 1988 otrzymał stypendium Société historique et littéraire polonaise w Paryżu.
W latach 80. działał w podziemnej „Solidarności”, w stanie wojennym był współprzewodniczącym podziemnej „Solidarności” w SGPiS. W 1989 był jednym z założycieli Oddziału Warszawskiego Stowarzyszenia Centrum Demokratyczne. W tym samym roku został członkiem warszawskiego Komitetu Obywatelskiego. W 1990 był współzałożycielem Porozumienia Centrum i warszawskiego oddziału Kongresu Liberalno-Demokratycznego (KLD). Pełnił funkcję wiceprzewodniczącego PC w latach 1991–1993. W 1991 zajmował stanowisko ministra budownictwa i gospodarki przestrzennej w rządzie Jana Krzysztofa Bieleckiego. W 1991 z listy POC jako kandydat Porozumienia Centrum został wybrany na posła I kadencji. W rządzie Jana Olszewskiego pełnił funkcję ministra współpracy gospodarczej z zagranicą (1991–1992). W 1997 z ramienia Ruchu Odbudowy Polski uzyskał mandat senatora IV kadencji w województwie tarnowskim. Podczas kadencji odszedł z ROP, przystępując do Zjednoczenia Chrześcijańsko-Narodowego i Klubu Senatorskiego AWS. W Senacie był wiceprzewodniczącym Komisji Gospodarki Narodowej. Wchodził w skład Parlamentarnej Komisji Wspólnej Rzeczypospolitej Polskiej i Unii Europejskiej. W wyborach w 2001 nie ubiegał się o reelekcję.
Powoływany na przewodniczącego rad nadzorczych Banku Rozwoju Eksportu (1992), Nowego Przewoźnika (2007) oraz KGHM Polska Miedź (2007). W latach 2007–2008 był prezesem zarządu i dyrektorem generalnym Polkomtela. W latach 1993–2001 kierował Instytutem Wolności Ekonomicznej i Politycznej. Był członkiem kapituły nagrody „Teraz Polska” (kadencje 2006–2009 i 2009–2012).
5 lutego 2009 został jednym z dwóch (obok Ryszarda Bugaja) doradców ekonomicznych prezydenta RP Lecha Kaczyńskiego (pełnił tę funkcję do 15 lutego 2010). 16 lutego 2010 prezydent Lech Kaczyński ogłosił swoją decyzję o powołaniu go w skład Rady Polityki Pieniężnej na sześcioletnią kadencję.
29 lutego 2016 prezydent Andrzej Duda na wniosek prezesa NBP Marka Belki powołał go na członka Zarządu Narodowego Banku Polskiego. Adam Glapiński pełnił tę funkcję do 9 czerwca 2016. Wcześniej w maju 2016 prezydent zgłosił jego kandydaturę na stanowisko prezesa polskiego banku centralnego. 10 czerwca 2016 Sejm VIII kadencji wybrał go na tę funkcję. 21 czerwca 2016 – po zaprzysiężeniu przed Sejmem – Adam Glapiński objął urząd prezesa NBP. W styczniu 2022 prezydent Andrzej Duda złożył do Sejmu wniosek o powołanie go na drugą kadencję. 12 maja 2022 Sejm IX kadencji wybrał go na ten urząd; 22 czerwca 2022 Adam Glapiński złożył ślubowanie, obejmując stanowisko prezesa NBP na kolejną kadencję.

## Życie prywatne
Zawarł związek małżeński z Katarzyną Glapińską.

## Odznaczenia, wyróżnienia i oceny
W 2016 otrzymał odznakę honorową „Za zasługi dla bankowości Rzeczypospolitej Polskiej”, a w 2023 otrzymał Złoty Medal „Zasłużony dla Nauki Polskiej Sapientia et Veritas”.
W 2020 znalazł się na 6. pozycji rankingu 200 najbardziej wpływowych ludzi w polskiej gospodarce, stworzonego przez RMF FM oraz portale Money.pl i 300Gospodarka.
W 2021 został laureatem nagrody „Byki i Niedźwiedzie”; wyróżnienie przyznała redakcja dziennika „Parkiet”, motywując ją działaniami podejmowanymi przez Adama Glapińskiego jako prezesa NBP w 2020 w okresie pandemii COVID-19. W 2021 otrzymał nagrodę specjalną „Bankowego Menedżera Roku 2020” przyznaną przez „Gazetę Bankową”, a wraz z NBP został wyróżniony nagrodą „Best Central Bank Governance Europe 2021” przyznaną przez magazyn biznesowy „Capital Finance International”. Otrzymał także nagrodę główną „Polski Kompas 2021”, Nagrodę Gospodarczą Prezydenta RP oraz Nagrodę Specjalną w ramach Nagrody Gospodarczej Województwa Małopolskiego. W 2022 otrzymał nagrodę ustanowioną przez grupę Polska Press podczas gali „Giganci Polska Press 2022” (za wybitne zarządzanie Narodowym Bankiem Polskim). Otrzymał też nagrodę „Człowiek Wolności” (za 2023) przyznawaną przez tygodnik „Sieci”.
Anglojęzyczny magazyn „Global Finance” w rankingu prezesów banków centralnych w 2020, 2021 i 2022 przyznawał mu notę C (w skali od A do F). W 2021 była to najgorsza ocena w Europie, w 2021 ocenę D otrzymał tylko prezes banku centralnego Turcji, a w 2022 ocenę D przyznano prezesom banków centralnych Turcji i Białorusi.

## Publikacje
Publikacje książkowe
- Kapitalizm, demokracja i kryzys państwa podatków, Szkoła Główna Handlowa. Oficyna Wydawnicza, Warszawa 2004.
- Meandry historii ekonomii. Między matematyką a poezją, Wyd. I, Szkoła Główna Handlowa. Oficyna Wydawnicza, Warszawa 2006, 165 stron, Wyd. II, Szkoła Główna Handlowa. Oficyna Wydawnicza, Warszawa, 2012, 337 stron.
- Natura człowieka i gospodarka. Ekonomia ewolucyjna jako klucz do zrozumienia zjawisk gospodarczych w XXI wieku, Szkoła Główna Handlowa. Oficyna Wydawnicza, Warszawa 2022[32].

Artykuły naukowe
- Technological Innovations and the Dynamics of Structures in the Telecommunications and Media Mobile Market, „Journal of Management and Financial Sciences”, Vol. I, Issue 1, Warszawa 2008.
- Obecny kryzys gospodarczy a nauka ekonomii, „Studia i Prace Kolegium Zarządzania i Finansów SGH”, Nr 94, Warszawa 2009.
- Post-Crisis Economic Policy. Innovation Based Growth, „Journal of Management and Financial Sciences”, Vol. IV, Issue 5, Warszawa 2011.
- Animal Spirits in Economics, „Journal of Management and Financial Sciences”, Issue 11, 2013.
- Kwestie metodologiczne podejścia ewolucyjnego w ekonomii, „Gospodarka Narodowa”, Nr 5–6, 2013.